# Bradford Park Avenue A.F.C.
Bradford (Park Avenue) AFC là một câu lạc bộ bóng đá có trụ sở tại Bradford, Tây Yorkshire, Anh. Đội bóng hiện thi đấu tại National League North và có sân nhà ở Horsfall.

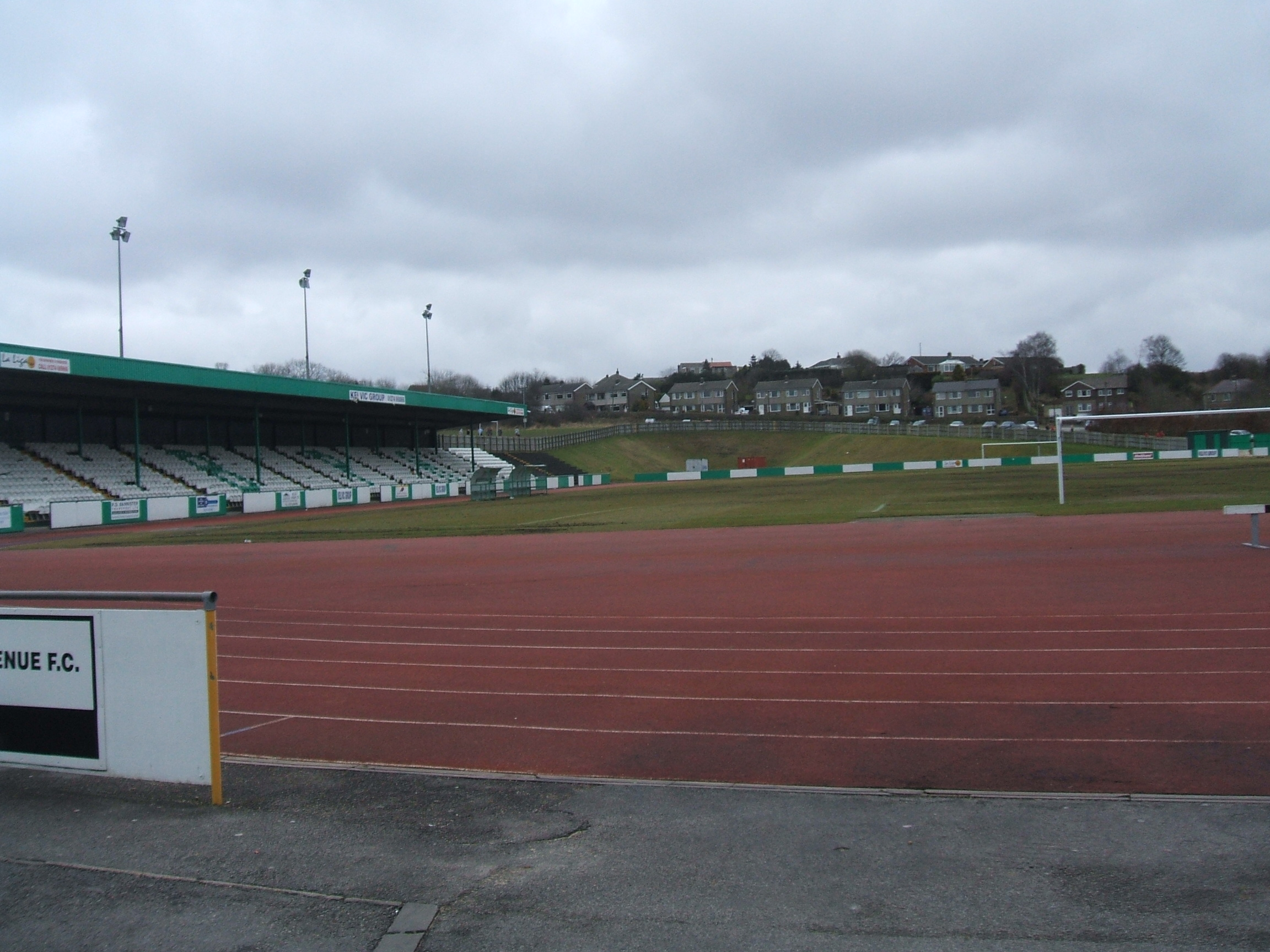
Sân vận động Horsfall

## Danh hiệu

### Association Football

#### Liên đoàn
- Northern Premier League Premier Division
  - Đội thắng trận Play off mùa giải 2012[2]
- Northern Premier League First Division
  - Nhà vô địch mùa giải 2000–01
- Northern Premier League Division One North
  - Nhà vô địch mùa giải 2007–08[3]
- North West Counties League Division One
  - Nhà vô địch mùa giải 1994–95

### Rugby League

#### Liên đoàn
- West Yorkshire League Championship
  - Nhà vô địch mùa giải  1895–96

#### Cúp
- Challenge Cup
  - Nhà vô địch mùa giải 1905–06
- Yorkshire Cup
  - Nhà vô địch mùa giải 1906–07